# الخبة (الضليعة)

'

تعديل مصدري - تعديل

الخبة هي إحدى قرى عزلة الضليعة بمديرية الضليعة التابعة لمحافظة حضرموت، بلغ تعداد سكانها 128 نسمة حسب تعداد اليمن لعام 2004.